# Albert H. Roberts

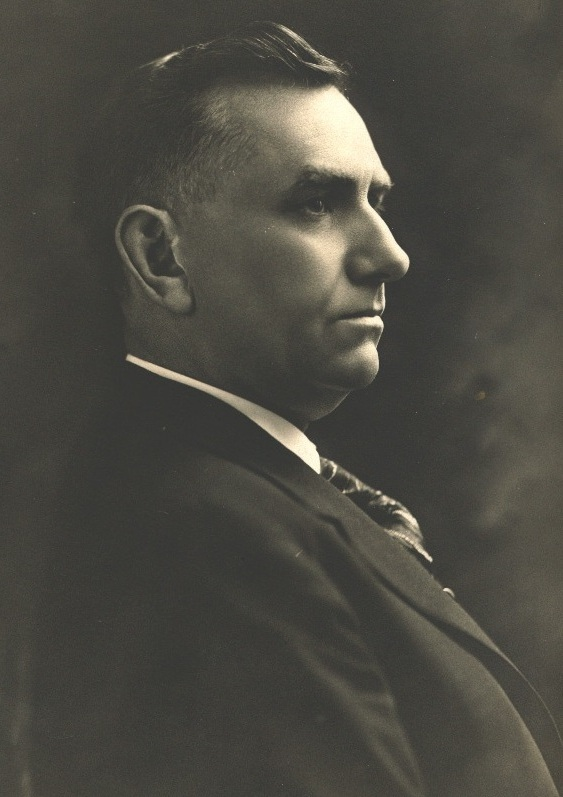
Albert H. Roberts

Albert Houston Roberts, född 4 juli 1868 i Overton County, Tennessee, död 25 juni 1946 i Nashville, Tennessee, var en amerikansk demokratisk politiker. Han var guvernör i delstaten Tennessee 1919–1921.
Roberts studerade juridik och inledde 1894 sin karriär som advokat i Tennessee. Han arbetade som domare från 1910 fram till 1918. Han deltog 1912 i Benton McMillins guvernörskampanj. Roberts förlorade två år senare demokraternas primärval mot Thomas Clarke Rye.
Roberts besegrade Austin Peay i demokraternas primärval inför 1918 års guvernörsval. Han vann sedan lätt själva guvernörsvalet. Frågan om kvinnlig rösträtt var speciellt viktig i Tennessee, eftersom delstatens ratificering av 19:e författningstillägget till USA:s konstitution innebar att en kvalificerad tre fjärdedelars majoritet av delstaterna hade godkänt tillägget som kunde därefter träda i kraft. Roberts var en anhängare av kvinnlig rösträtt och bidrog starkt till att delstatens lagstiftande församling knappt godkände författningstillägget. Konservativa demokrater var missnöjda med kvinnlig rösträtt, vilket var en av orsakerna som försvårade Roberts återvalskampanj. Han förlorade 1920 års guvernörsval mot republikanen Alfred A. Taylor.
Roberts var frimurare och metodist. Hans grav finns på Good Hope Cemetery i Livingston, Tennessee.